# Hickman County (Tennessee)
Hickman County ist ein County im Bundesstaat Tennessee der Vereinigten Staaten. Das U.S. Census Bureau hat bei der Volkszählung 2020 eine Einwohnerzahl von 24.925 ermittelt. Der Verwaltungssitz (County Seat) ist Centerville.

## Geographie
Das County liegt westlich des geographischen Zentrums von Tennessee und hat eine Fläche von 1587 Quadratkilometern ohne nennenswerte  Wasserfläche. Es grenzt im Uhrzeigersinn an folgende Countys: Dickson County, Williamson County, Maury County, Lewis County, Perry County und Humphreys County.

## Geschichte
Hickman County wurde am 3. Dezember 1807 aus Teilen des Dickson County gebildet. Benannt wurde es nach Edwin Hickman (?–1785), einem Offizier im Amerikanischen Unabhängigkeitskrieg, der bei Vermessungsarbeiten am Duck River von Indianern getötet wurde.

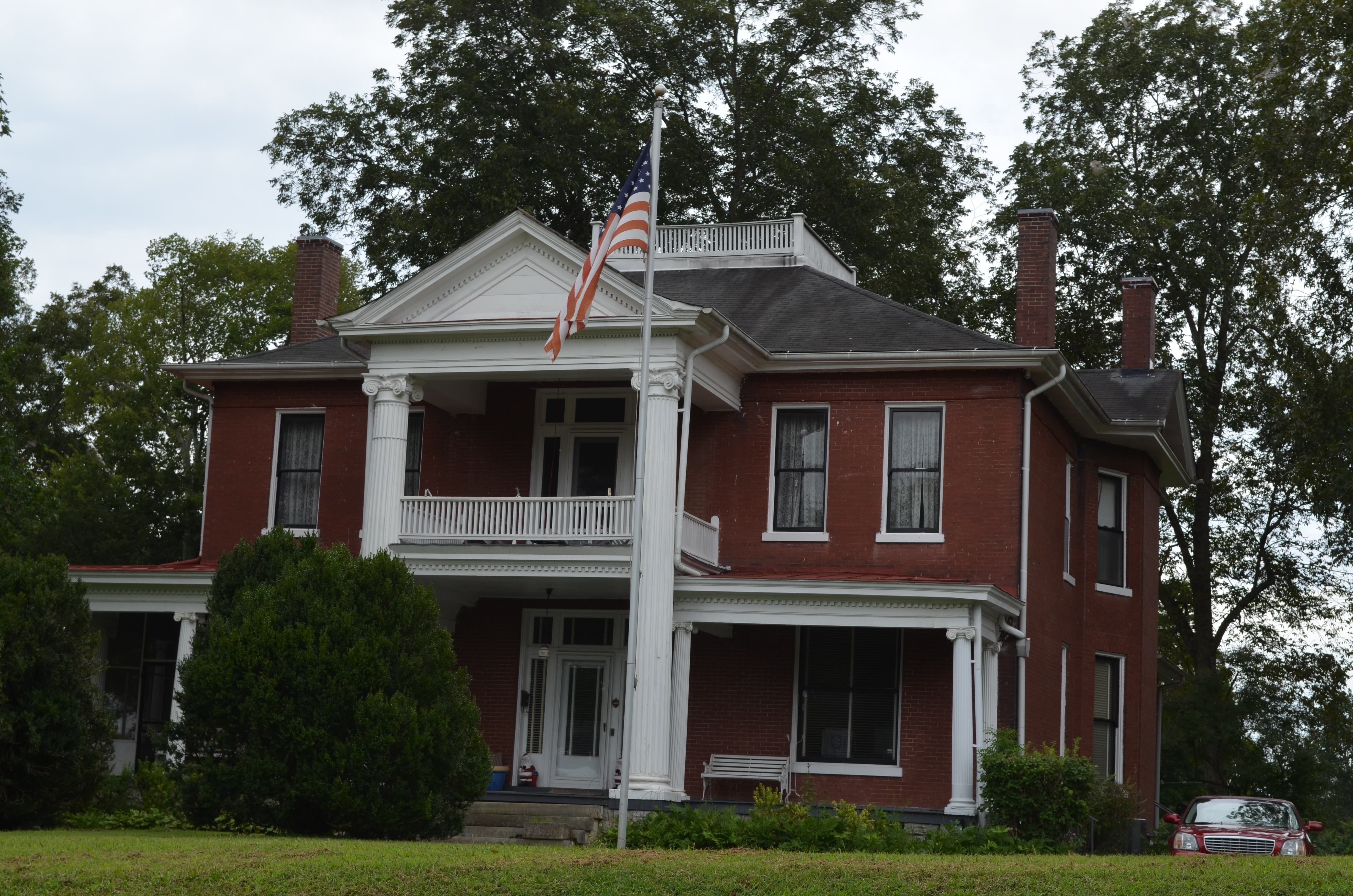
Das James Buchanan Walker House ist einer von neun Einträgen des Countys im NRHP.

Neun Bauwerke und Stätten des Countys sind im National Register of Historic Places (NRHP) eingetragen (Stand 17. August 2018).

## Demografische Daten

Alterspyramide Hickman County

Nach der Volkszählung im Jahr 2000 lebten im Hickman County 22.295 Menschen in 8.081 Haushalten und 5.955 Familien. Die Bevölkerungsdichte betrug 14 Einwohner pro Quadratkilometer. Ethnisch betrachtet setzte sich die Bevölkerung zusammen aus 93,71 Prozent Weißen, 4,53 Prozent Afroamerikanern, 0,48 Prozent amerikanischen Ureinwohnern, 0,08 Prozent Asiaten, 0,01 Prozent Bewohnern aus dem pazifischen Inselraum und 0,29 Prozent aus anderen ethnischen Gruppen; 0,90 Prozent stammten von zwei oder mehr Ethnien ab. 1,00 Prozent der Bevölkerung waren spanischer oder lateinamerikanischer Abstammung.
Von den 8.081 Haushalten hatten 33,9 Prozent Kinder und Jugendliche unter 18 Jahre, die bei ihnen lebten. 59,4 Prozent waren verheiratete, zusammenlebende Paare, 9,6 Prozent waren allein erziehende Mütter und 26,3 Prozent waren keine Familien. 22,6 Prozent waren Singlehaushalte und in 9,9 Prozent lebten Personen im Alter von 65 Jahren oder darüber. Die Durchschnittshaushaltsgröße betrug 2,59 und die durchschnittliche Haushaltsgröße betrug 3,02 Personen.
24,7 Prozent der Bevölkerung waren unter 18 Jahre alt, 8,5 Prozent zwischen 18 und 24, 31,0 Prozent zwischen 25 und 44, 23,8 Prozent zwischen 45 und 64 und 12,0 Prozent waren älter als 65. Das Durchschnittsalter betrug 36 Jahre. Auf 100 weibliche Personen kamen statistisch 112,5 männliche Personen und auf 100 Frauen im Alter von 18 Jahren und darüber kamen 111,5 Männer.
Das jährliche Durchschnittseinkommen eines Haushalts betrug 31.013 USD, das Durchschnittseinkommen der Familien betrug 36.342 USD. Männer hatten ein Durchschnittseinkommen von 29.411 USD, Frauen 21.185 USD. Das Prokopfeinkommen betrug 14.446 USD. 11,6 Prozent der Familien und 14,3 Prozent der Einwohner lebten unterhalb der Armutsgrenze.